# Hammer Smashed Face (canción)
Hammer Smashed Face (en español: Cara Aplastada A Martillazos) es la primera canción del tercer álbum de Cannibal Corpse, Tomb of the Mutilated, también perteneciente al EP homónimo. La letra fue escrita por el entonces vocalista de la banda Chris Barnes y la música por el resto del grupo, al igual que en todo el álbum. Es una de las canciones más famosas y populares de la banda, ya que apareció en la película Ace Ventura, protagonizada por Jim Carrey, quien además tenía buenas relaciones con ellos.

## Descripción
Es la composición más famosa de Cannibal Corpse que se caracteriza por su solo de bajo, sus repetitivos riffs y la velocidad de la batería. La letra habla de un hombre que está asesinando a alguien con un martillo.

## Créditos
- Scott Burns: Productor
- Chris Barnes: Voz
- Jack Owen: Guitarra
- Bob Rusay: Guitarra
- Alex Webster: Bajo
- Paul Mazurkiewicz: Batería